# تل لاری
تل لاری در فراشبند، جنوب شرقی شهر واقع شده و این اثر در تاریخ ۲۵ اسفند ۱۳۷۹ با شمارهٔ ثبت ۳۲۷۳ به‌عنوان یکی از آثار ملی ایران به ثبت رسیده است.